# Лабёнок
Лабёнок (Кукса, Новый Перекоп) — река в России, протекает в Краснодарском крае. Устье реки находится в 91 км по правому берегу реки Лабы, параллельно которой и протекает от истока до устья. Длина реки — 133 км, площадь водосборного бассейна — 870 км². Река протекает через город Курганинск.

## Данные водного реестра
По данным государственного водного реестра России относится к Кубанскому бассейновому округу, водохозяйственный участок реки — Лаба от истока до впадения реки Чамлык. Речной бассейн реки — Кубань.
Код объекта в государственном водном реестре — 06020000712108100003823.